# Samuraia
Samuraia is een geslacht van neteldieren uit de familie van de Hydrocorynidae.

## Soorten
- Samuraia tabularasa Mangin, 1991